# Bahnhof Amsterdam Sloterdijk
Der Bahnhof Amsterdam Sloterdijk ist ein Turmbahnhof der niederländischen Bahngesellschaft NS im Westen der niederländischen Hauptstadt Amsterdam. Er ist ein wichtiger Knotenpunkt im Nah- und Fernverkehr. Es ist einer der größten Bahnhöfe der Niederlande sowie einer der meistfrequentierten in Amsterdam.

## Geschichte
Der erste Bahnhof gleichen Namens wurde 1956 weiter südlich des heutigen Bahnhofs eröffnet, um das frühere Dorf Sloterdijk und die westlichen Stadtviertel zu erschließen. Es bestand lediglich eine Verbindung nach Haarlem. Als der heutige Bahnhof 1983 eröffnete, gab es anfangs nur eine Verbindung nach Zaandam. Der Bahnhof wurde auf der unteren Ebene befahren und hatte den Namen Sloterdijk-Noord. Die Züge nach Haarlem hielten am alten Bahnhof, der den Namen Sloterdijk-Zuid hatte.
1985 wurde die obere Ebene eröffnet, dabei wurde der alte Bahnhof geschlossen und der Bahnhof erhielt seinen heutigen Namen.
1986 war der Bahnhof komplett fertig gebaut und könnte auf allen Ebenen befahren werden, gleichzeitig eröffnete die neue Entlastungslinie Amsterdam Centraal–Schiphol.
1997 wurde die Erweiterung der Metrolinie M50 im Bahnhof Isolatorweg eröffnet, die vom Bahnhof parallel zur Entlastungslinie führt.

## Lage
Der Bahnhof befindet sich etwa vier Kilometer nordwestlich des Amsterdamer Hauptbahnhofs. Diente er vorher noch ausschließlich den Anwohnern, ist er heute eher ein Pendlerbahnhof, da in der Umgebung zahlreiche große Bürogebäude entstanden sind.

## Bahnhof

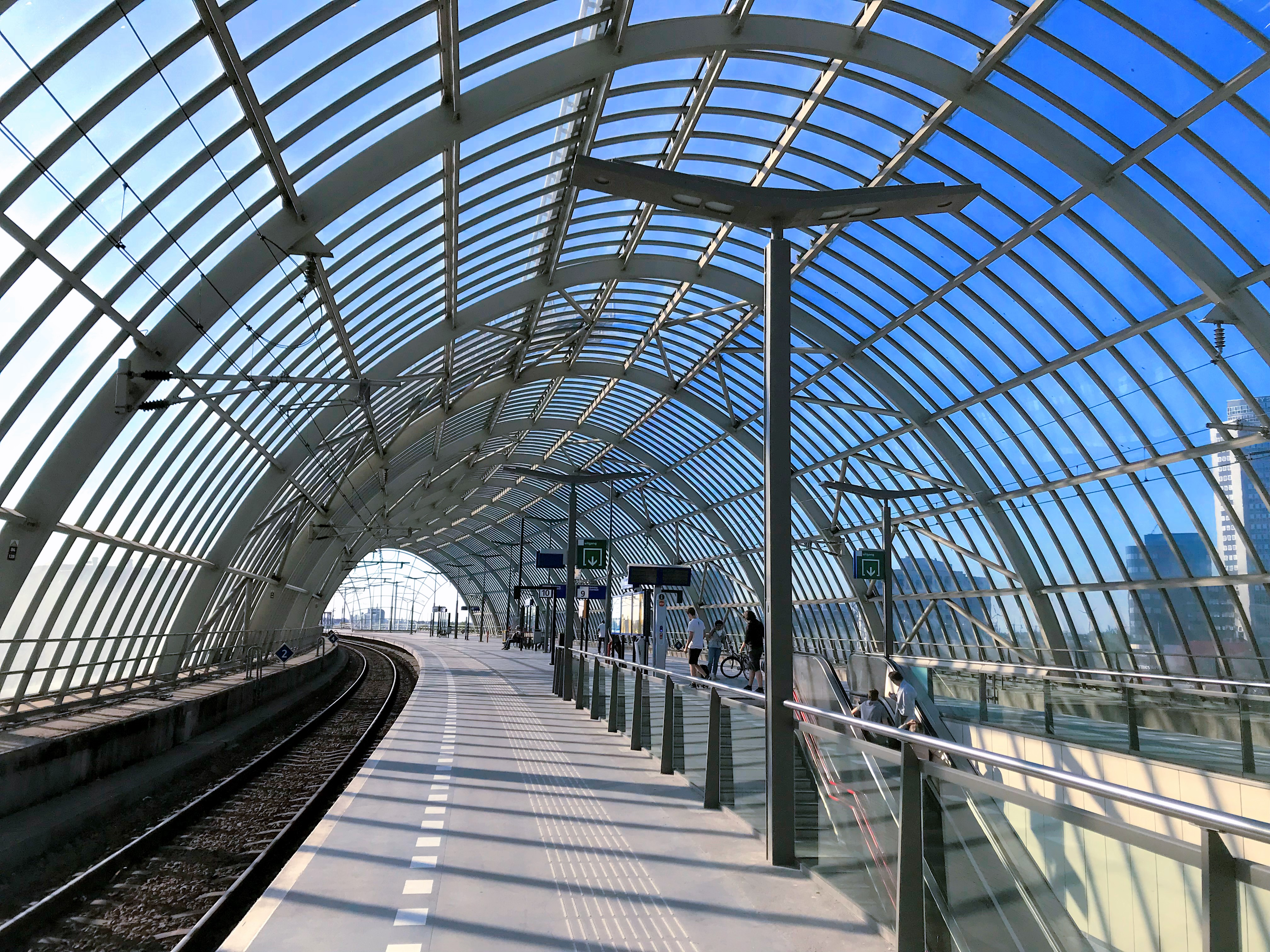
Die zwei neuen Gleise am Hemboog

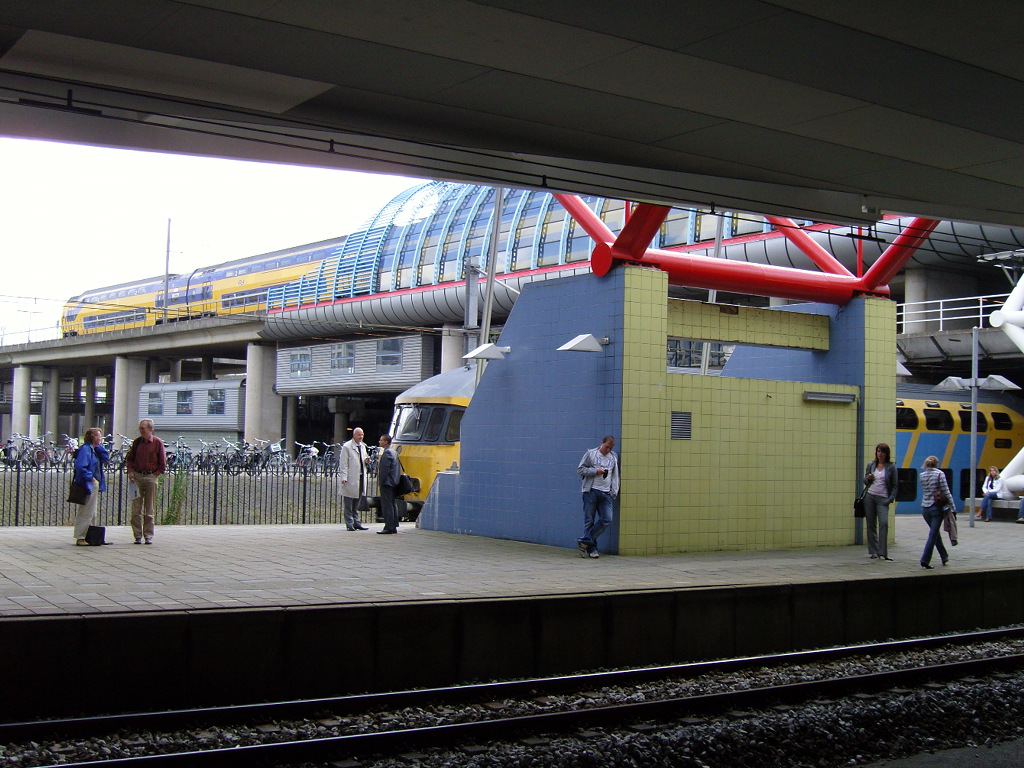
Die untere Ebene, im Hintergrund ein Doppeldecker-Zug auf dem oberen Abschnitt

Der Bahnhof ist ein Turmbahnhof, wobei die untere Ebene von den Zügen der Bahnstrecke Amsterdam–Rotterdam und der Bahnstrecke Nieuwediep–Amsterdam befahren wird. Der untere Teil verfügt über sechs Gleise. Im oberen Bereich halten die Züge der Bahnstrecke von Amsterdam Centraal nach Schiphol und die Metrolinie 50. Der obere Teil beherbergt zwei Gleise für den Zugverkehr und zwei für die Metro. Des Weiteren wurden im Dezember 2008 am „Hemboog“ – eine Überführung, die seit 2003 in Sichtweite am Bahnhof vorbeiführt – zwei weitere Gleise eröffnet.

## Streckenverbindungen
Züge folgender Linien verkehren im Jahresfahrplan 2022 am Bahnhof Amsterdam Sloterdijk:
| Zugtyp    | Linienverlauf | Frequenz |
| --------- | --- | --- |
| Intercity | Maastricht – Sittard – Roermond – Eindhoven Centraal – ’s-Hertogenbosch – Utrecht Centraal – Amsterdam Centraal – Amsterdam Sloterdijk – Alkmaar (– Schagen – Den Helder) | halbstündlich (fährt nicht abends; fährt nur in der HVZ über Schagen nach Den Helder)                                             |
| Intercity | Amsterdam Centraal – Amsterdam Sloterdijk – Haarlem – Leiden Centraal – Den Haag Centraal                                                                                 | halbstündlich (fährt nicht nach 22 Uhr)                                                                                           |
| Intercity | Amsterdam Centraal – Amsterdam Sloterdijk – Haarlem – Leiden Centraal – Den Haag HS – Delft – Rotterdam Centraal – Dordrecht – Roosendaal – Vlissingen                    | halbstündlich (hält stündlich sowie abends und am Wochenende ganztägig an allen Bahnhöfen zwischen Bergen op Zoom und Vlissingen) |
| Intercity | Enkhuizen – Hoorn – Amsterdam Sloterdijk – Amsterdam Centraal – Utrecht Centraal – ’s-Hertogenbosch – Eindhoven Centraal – Roermond – Maastricht                          | halbstündlich (fährt nur spätabends und sonntagmorgens)                                                                           |
| Intercity | Nijmegen – Arnhem Centraal – Ede-Wageningen – Utrecht Centraal – Amsterdam Centraal – Amsterdam Sloterdijk – Alkmaar – Den Helder                                         | halbstündlich |
| Intercity | Enkhuizen – Hoorn – Amsterdam Sloterdijk – Amsterdam Centraal – Utrecht Centraal – ’s-Hertogenbosch – Eindhoven Centraal (– Heerlen)                                      | halbstündlich (fährt frühmorgens und abends stündlich zwischen Sittard und Heerlen)                                               |
| Intercity | Amsterdam Centraal – Amsterdam Sloterdijk – Hoorn – Enkhuizen | halbstündlich (fährt nur in der HVZ)                                                                                              |
| Sprinter  | (Den Haag Centraal – Leiden Centraal –) Hoofddorp – Schiphol Airport – Amsterdam Sloterdijk – Zaandam – Purmerend – Hoorn – Hoorn Kersenboogerd                           | halbstündlich (fährt nach 19 Uhr und am Wochenende nicht zwischen Den Haag Centraal und Hoofddorp)                                |
| Sprinter  | Uitgeest – Zaandam – Amsterdam Sloterdijk – Amsterdam Centraal – Breukelen – Woerden – Gouda – Rotterdam Centraal                                                         | halbstündlich |
| Sprinter  | (Den Haag Centraal –) Leiden Centraal – Schiphol Airport – Amsterdam Sloterdijk – Amsterdam Centraal                                                                      | halbstündlich (fährt nur nach 19 Uhr und am Wochenende zwischen Den Haag Centraal und Leiden Centraal)                            |
| Sprinter  | Amsterdam Centraal – Amsterdam Sloterdijk – Haarlem – Alkmaar – Hoorn | halbstündlich |
| Sprinter  | Amsterdam Centraal – Amsterdam Sloterdijk – Haarlem – Zandvoort aan Zee                                                                                                   | halbstündlich |
| Sprinter  | Hoofddorp – Schiphol Airport – Amsterdam Sloterdijk – Amsterdam Centraal                                                                                                  | halbstündlich |
| Sprinter  | Uitgeest – Zaandam – Amsterdam Sloterdijk – Amsterdam Centraal – Breukelen – Utrecht Centraal – Driebergen-Zeist (– Veenendaal Centrum)                                   | halbstündlich (fährt nicht nach 20 Uhr; fährt nur in der HVZ zwischen Driebergen-Zeist und Veenendaal Centrum)                    |
| Metro     | M50: Isolatorweg – Sloterdijk – Zuid – Overamstel – Van der Madeweg – Bijlmer ArenA – Gein                                                                                | zehnminütig |
| Metro     | M51: Centraal Station – Spaklerweg – Overamstel – Zuid – Sloterdijk – Isolatorweg                                                                                         | zehnminütig |